# Willie Redden
 (mai 2011).
Si vous disposez d'ouvrages ou d'articles de référence ou si vous connaissez des sites web de qualité traitant du thème abordé ici, merci de compléter l'article en donnant les références utiles à sa vérifiabilité et en les liant à la section « Notes et références ».
Pour les articles homonymes, voir Redden (patronyme).
Willie Redden, né le 11 novembre 1960, est un joueur américain naturalisé français de basket-ball.

## Biographie

### Ses débuts aux États-Unis (1978-1983)
Willie Redden rejoint les Bulls de South Florida, équipe représentant l'université du Sud de la Floride en 1978. De 1978 à 1982, il marque en moyenne 10,3 points par rencontre et prend 6,4 rebonds. Son talent n'échappe pas aux franchises NBA. En 1982, il est choisi au troisième tour de la draft 1982 de la NBA en tant que 64e choix par les Spurs de San Antonio. Finalement, il ne rejoint pas cette franchise. Redden est recruté alors par Lancaster qui évolue en CBA. Lors de la saison 1982-1983, Willie Redden affiche 8,8 points et 6,4 rebonds par matchs en seulement cinq matchs. Il ne joue plus et vient de faire une croix sur sa carrière aux États-Unis. Par conséquent, il lui reste de continuer sa carrière professionnelle sur le vieux continent. L'Asvel opte pour Redden au début de la saison 1983-1984.

### Sa carrière en France (1983-1998)

#### AS Villeurbanne (1983-1992)
L'ASVEL est encore en course pour un titre supplémentaire grâce à l'arrivée du pivot américain. Redden compile 16 points et capte 8 rebonds en moyenne lors de la saison 1983-1984. Mais l'ASVEL ne remporte pas le championnat de France et termine 6e. Cependant les Villeurbannais remportent la coupe de la Fédération et la coupe de France. Redden s'attache à l'ASVEL. Pendant toute sa période à la maison verte, Willie Redden et les siens n'arrivent pas à remporter le championnat de France (1984-1985 : 2e ; 1985-1986 : 1er mais éliminé en play-offs). En 1987, l'ASVEL parvient à atteindre à nouveau la demi-finale de la Coupe des Coupes. Sur le plan statistique, Willie Redden tient un rôle prépondérant dans l'effectif de l'AS Villeurbanne. Il est la clé de voûte aux rebonds (ses meilleurs saisons aux rebonds avec l'ASVEL : 1984-1985 : 9,1 rebonds ; 1986-1987 : 9,2 ; 1987-1988 : 8,9 ; 1988-1989 : 9,6) mais aussi aux points (ses meilleurs saisons avec l'ASVEL : 1986-1987 : 21,2 ; 1988-1989 : 21,1 ; 1989-1990 : 18,5). Il quitte en 1992, la maison verte qui est alors en pleine crise sportive et financière.

#### Limoges CSP (1992-1994)

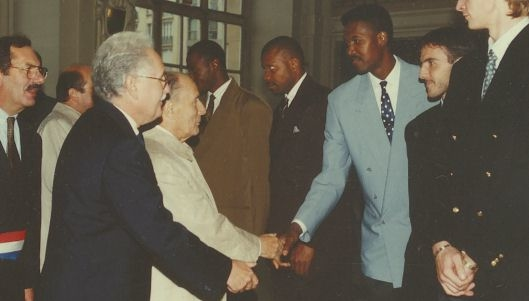
Willie Redden félicité par François Mitterrand à la suite du titre européen du Limoges CSP.

Le technicien de Limoges, Božidar Maljković désire renforcer sa raquette qui est alors vacante à la suite du départ de Michael Brooks. Redden attire l'attention de l'entraîneur Yougoslave. Son implication dans la vie d'un groupe, son abnégation, ses qualités intrinsèques de joueur font de lui, le joueur idéal pour une grande équipe. Très vite, le travail de Maljković se répercute sur l'ensemble de l'équipe tant en Coupe d'Europe qu'en championnat. Le pivot nord-américain change de style de jeu et impressionne de par sa maîtrise dans les moments cruciaux. Redden est très vite appelé par le public de Beaublanc et la presse par le surnom de never-nervous (jamais stressé). La France ne tarde pas à découvrir le phénomène Redden lors du fameux final-four d'avril 1993. Limoges réussit l'authentique exploit d'arracher la coupe d'Europe en finale face aux Italiens de la Benetton Trévise. Par la suite, le Cercle Saint-Pierre fait le doublé en remportant le championnat de France en 4 manches chez son adversaire attitré, Pau-Orthez. Willie Redden produit lors de sa première saison (1992-1993) chez les jaunes et grenats de Limoges plus de 4,1 rebonds et 7,2 points en championnat et 4,9 rebonds et 6,8 points en coupe d'Europe. Cette saison est une véritable récompense pour l'équipe limougeaude.
La saison suivante (1993-1994), never-nervous continue avec le Limoges CSP et rajoute une coupe de France ainsi qu'un titre de champion de France dans son palmarès. Limoges atteint même encore une fois les quarts de finale de la compétition reine d'Europe mais doit s'incliner face au Panathinaïkos de Nikos Galis. C'est la fin d'une époque pour le Limoges CSP qui ne conserve pas Willie Redden à la suite de cette saison.

#### Olympique d'Antibes (1994-1997)
Un jeune entraîneur montant en puissance en Pro A veut le prendre pour son équipe. Il s'agit de Jacques Monclar l'amene sur la côte azuréenne. Antibes qui n'a pas connu un titre depuis 1991, veut revenir sur le devant de la scène. L'équipe de Jacques Monclar peut compter en plus de Redden, sur le meneur, David Rivers, l'intérieur international français, Stéphane Ostrowski ou encore l'ancienne star NBA, Michael Ray Richardson. Antibes termine premier de la saison régulière avec 21 victoires et 5 défaites. Redden est exemplaire encore une fois lors de cette saison (1994-1995). Il compile 8,7 points et prend 4,3 rebonds. L'Olympique d'Antibes accède à la finale du championnat de France en compagnie de Pau-Orthez. Il faut quatre manches pour départager les équipes. Lors du quatrième match, Michael Ray Richardson crucifie l'équipe paloise et son public sur un tir au buzzer donnant le titre à Antibes. Les deux saisons suivantes, Willie Redden continue son travail et même parvient lors de la dernière saison à revenir à des statistiques similaires à celles qu'il avait connu par le passé (1996-1997 : 14,7 points, 6,4 rebonds, 1,6 passe décisive). Mais cette montée en puissance de Redden lors de sa dernière saison à Antibes est due notamment aux départs de plusieurs joueurs majeurs du titre de 1995. Antibes passe en trois saisons de la première place à la 10e place. Une crise financière s'installe durablement dans le club. Willie Redden part donc du club antibois après la fin de la saison 1996-1997.

#### Limoges CSP (1997-1998)
Avant de prendre sa retraite, il effectue une ultime saison à Limoges. Redden joue très peu mais rend quelques services au CSP Limoges. En cours de saison, Jacques Monclar entraîne l'équipe cercliste. La conséquence de ce changement remet en course le CSP dans la compétition. Le Cercle Saint-Pierre se hisse jusqu'en finale du championnat de France qui doit faire face à l'armada paloise. Pau remporte le titre de champion de France à Beaublanc, 5 ans après le titre de Limoges au Palais des sports de Pau. Redden prend sa retraite après cette saison.

## Clubs
- 1982-1983 :  Lancaster (CBA)
- 1983-1992 :  ASVEL Villeurbanne (Nationale 1 et N 1 A)
- 1992-1994 :  Cercle Saint-Pierre de Limoges (Pro A)
- 1994-1997 :  Olympique d'Antibes Juan-les-Pins (Pro A)
- 1997-1998 :  Cercle Saint-Pierre de Limoges (Pro A)

## Palmarès
- 1983-1984 : vainqueur de la Coupe de la Fédération avec Villeurbanne
- 1983-1984 : vainqueur de la Coupe de France avec Villeurbanne
- 1984-1985 : finaliste du championnat de France avec Villeurbanne
- 1992-1993 : champion de France avec Limoges
- 1992-1993 : champion d’Europe des Clubs avec Limoges
- 1993-1994 : champion de France avec Limoges
- 1993-1994 : vainqueur de la Coupe de France avec Limoges
- 1994-1995 : champion de France avec Antibes
- 1997-1998 : finaliste du Championnat de France avec Limoges

## Nominations et distinctions
- 3e meilleur marqueur de l'histoire de la Pro A (6125 points)
- 2e rebondeur de l'histoire de la Pro A (2762 rebonds)
- 49e passeur de l'histoire de la Pro A (737 passes décisives)

## Sources, bibliographie
: source utilisée pour la rédaction de l’article
- Thierry Bretagne, Les Geants : L'épopée De Leurs 400 Victoires, Limoges, CSP Limoges Basket Ball, 1994, 111 p. (ISBN 2-9508683-0-4), p. 109